# Brixia Tour 2001
De Brixia Tour 2001 werd gehouden van 27 tot en met 29 juli in Italië. Het was de eerste editie van deze meerdaagse wielerkoers in en rondom de stad Brescia.

## Etappe-overzicht
| etappe | datum   | start              | finish    | afstand  | winnaar            | klassementsleider |
| ------ | ------- | ------------------ | --------- | -------- | ------------------ | ----------------- |
| 1e     | 27 juli | Darfo Boario Terme | Concesio  | 167,8 km | Paolo Bossoni      | Paolo Bossoni     |
| 2e     | 28 juli | Montichiari        | Lumezzane | 170 km   | Davide Rebellin    | Cadel Evans       |
| 3e     | 29 juli | Rovato             | Brescia   | 180,9 km | Gianluca Bortolami | Cadel Evans       |

## Etappe-uitslagen

### 1e etappe
| Darfo Boario Terme – Concesio (167.8 km) |                 |                              |          |
| Plaats                                   | Naam            | Ploeg                        | Tijd     |
| Winnaar                                  | Paolo Bossoni   | Tacconi Sport-Vini Caldirola | 4h22'34" |
| 2                                        | Marco Gili      | Tacconi Sport-Vini Caldirola | z.t.     |
| 3                                        | Volodymyr Doema | Ceramiche Panaria-Fiordo     | z.t.     |

| Algemeen klassement |                 |                              |          |
| Plaats              | Naam            | Ploeg                        | Tijd     |
| Blauwe trui         | Paolo Bossoni   | Tacconi Sport-Vini Caldirola | 4h22'34" |
| 2                   | Marco Gili      | Tacconi Sport-Vini Caldirola | z.t.     |
| 3                   | Volodymyr Doema | Ceramiche Panaria-Fiordo     | z.t.     |

### 2e etappe
| Montichiari – Lumezzane (170 km) |                 |               |          |
| Plaats                           | Naam            | Ploeg         | Tijd     |
| Winnaar                          | Davide Rebellin | Liquigas-Pata | 4h36'22" |
| 2                                | Cadel Evans     | Saeco         | z.t.     |
| 3                                | Ivan Gotti      | Alessio       | +00' 46" |

| Algemeen klassement |                  |                   |          |
| Plaats              | Naam             | Ploeg             | Tijd     |
| Blauwe trui         | Cadel Evans      | Saeco             | 8h58'56" |
| 2                   | Milan Kadlec     | Mobilvetta Design | +00' 49" |
| 3                   | Raffaele Ferrara | Alessio           | +01' 00" |

### 3e etappe
| Rovato – Brescia (180.9 km) |                    |                              |          |
| Plaats                      | Naam               | Ploeg                        | Tijd     |
| Winnaar                     | Gianluca Bortolami | Tacconi Sport-Vini Caldirola | 4h15'57" |
| 2                           | Giuseppe Palumbo   | De Nardi-Pasta M.            | +00' 03" |
| 3                           | Mauro Radaelli     | Tacconi Sport-Vini Caldirola | +00' 06" |

| Algemeen klassement |                  |                   |          |
| Plaats              | Naam             | Ploeg             | Tijd     |
| Blauwe trui         | Cadel Evans      | Saeco             | 8h58'56" |
| 2                   | Milan Kadlec     | Mobilvetta Design | +00' 49" |
| 3                   | Raffaele Ferrara | Alessio           | +01' 00" |

## Eindklassementen
| Algemeen klassement |                  |                               |           |
| Plaats              | Naam             | Ploeg                         | Tijd      |
| Blauwe trui         | Cadel Evans      | Saeco                         | 13u14'53" |
| 2                   | Milan Kadlec     | Mobilvetta Design-Formaggi T. | +00'49"   |
| 3                   | Raffaele Ferrara | Alessio                       | +01'00"   |
| 4                   | Gianni Faresin   | Liquigas-Pata                 | +01'04"   |
| 5                   | Gianluca Tonetti | Selle Italia-Pacific          | +01'15"   |
| 6                   | Ivajlo Gabrovski | Defeet-Lemond                 | +01'34"   |
| 7                   | Fausto Dotti     | Liquigas-Pata                 | +01'35"   |
| 8                   | Seweryn Kohut    | Amore & Vita Beretta          | +01'45"   |
| 9                   | Martin Derganc   | KRKA-Telekom Slovenije        | +02'06"   |
| 10                  | Paolo Valoti     | Alessio                       | +02'19"   |

2001 · 2002 · 2003 · 2004 · 2005 · 2006 · 2007 · 2008 · 2009 · 2010 · 2011